# 15834 McBride
15834 McBride eller 1995 CT1 är en asteroid i huvudbältet som upptäcktes den 4 februari 1995 av den brittiske astronomen David J. Asher vid Siding Spring-observatoriet. Den är uppkallad efter astronomen Neil McBride.
Asteroiden har en diameter på ungefär 8 kilometer och den tillhör asteroidgruppen Pallas.